# ایزوفلاون
ایزوفلاون (انگلیسی: Isoflavone) مشتقات جایگزین ایزوفلاون، نوعی ایزوفلاونوئیدهای طبیعی هستند، که بسیاری از آنها به عنوان فیتواستروژن در پستانداران عمل می‌کنند. ایزوفلاون‌ها تقریباً منحصراً توسط اعضای خانواده لوبیا، باقلاییان (Leguminosae) تولید می‌شوند.
اگرچه ایزوفلاون‌ها و فیتواستروژن‌های نزدیک به آن به‌عنوان مکمل‌های غذایی طبیعی فروخته می‌شوند، شواهد علمی کمی برای بی‌خطر بودن مکمل‌های طولانی‌مدت یا مزایای سلامتی این ترکیبات وجود دارد. برخی از مطالعات خطرات بالقوه ناشی از مصرف زیاد ایزوفلاون‌ها را شناسایی کرده‌اند، مانند زنان با سابقه سرطان پستان، اما این نگرانی با تحقیقات بالینی با کیفیت بالا ثابت نشده‌است.